# Der Ring des Polykrates

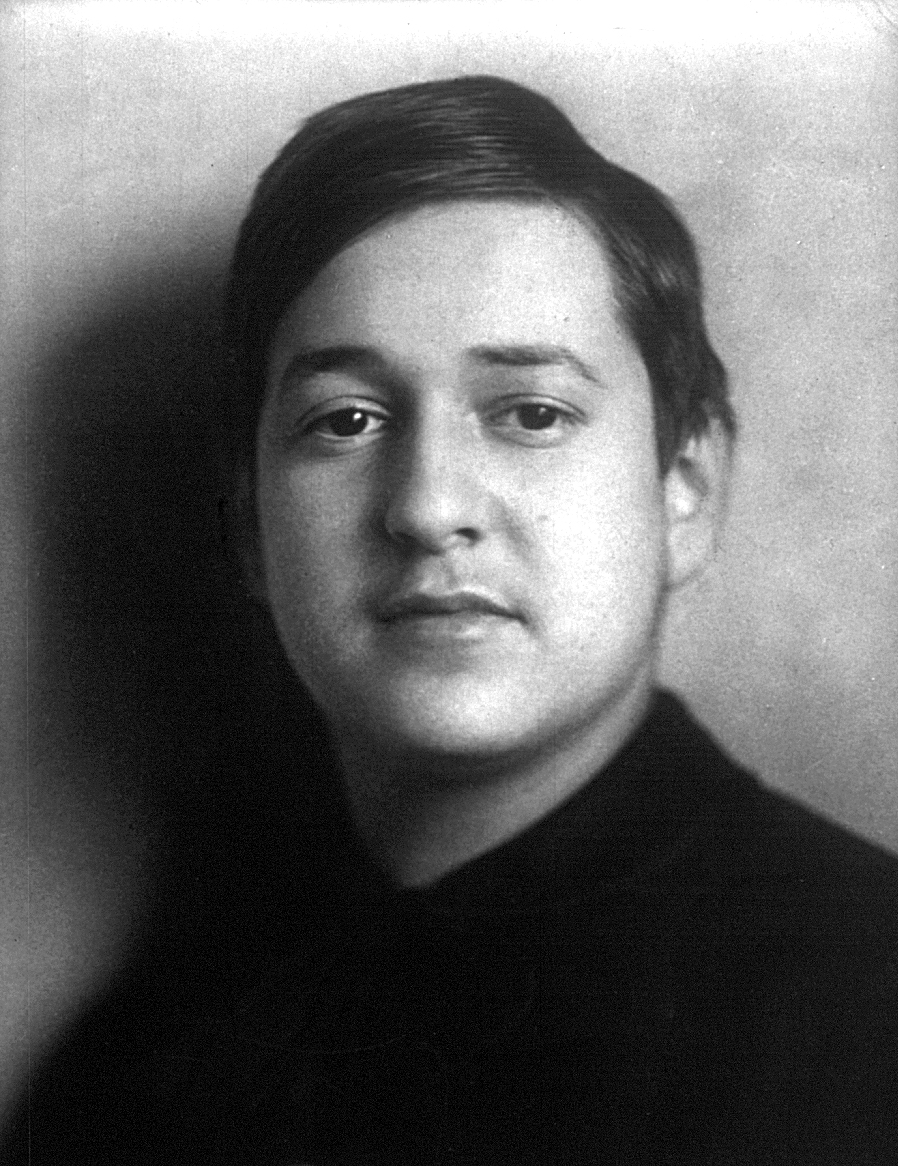
Erich Wolfgang Korngold.

Der Ring des Polykrates (Polykrates ring) är en tysk komisk opera (heitere Oper) i en akt med musik av Erich Wolfgang Korngold. Librettot skrevs av tonsättarens fader Julius Korngold och Leo Feld efter ett lustspel av Heinrich Teweles (1888).

## Historia
Korngold var endast 17 år när han komponerade sin första opera 1914. Den uppvisade hans naturliga talang för dramatik medan musiken delvis var inspirerad från diverse andra källor: det senromantiska musiken har likheter med Richard Wagners kromatik och Richard Strauss måleriska tonkonst. Användandet av ledmotiv var säkerligen ett element som Korngold lärt av sin lärare Alexander von Zemlinsky. Korngolds tidiga framgångar gjorde att hans första opera sågs emot med stora förväntningar. Bruno Walter dirigerade premiären den 28 mars 1916 på Nationalteatern i München tillsammans med Korngolds andra enaktare Violanta, som var en tragisk opera. Båda operorna sattes senare upp i Wien med Selma Kurz och Alfred Piccaver i Polykrates och Maria Jeritza som Violanta. I november 1916 gavs operan på Semperoper med Richard Tauber och Elisabeth Rethberg i de ledande rollerna.
Svensk premiär den 19 september 1918 på Kungliga Operan i Stockholm där den spelades fyra gånger. Vid samma tillfälle hade även Korngolds opera Violanta svensk premiär.

## Personer
| Roller                                        | Stämma  | Premiärbesättning den 28 mars 1916 (Dirigent: Bruno Walter) | Svensk premiärbesättning den 19 september 1918 (Dirigent: Armas Järnefelt) |
| --------------------------------------------- | ------- | ----------------------------------------------------------- | -------------------------------------------------------------------------- |
| Wilhelm Arndt, Hovkapellmästare               | tenor   | Karl Erb                                                    | David Stockman                                                             |
| Laura, hans hustru                            | sopran  | Maria Ivogün                                                | Anna Edström                                                               |
| Florian Döblinger, pukslagare och musikkopist | tenor   | Franz Gruber                                                | Henning Malm                                                               |
| Lieschen, Lauras husa                         | soprano |                                                             | Greta Söderman                                                             |
| Peter Vogel, Wilhelms vän                     | bass    |                                                             | Emile Stiebel                                                              |

## Handling
Wilhelm Arndt har just blivit utnämnd till hovkapellmästare, och hans hustru Laura gläds med honom. De får ett brev från Wilhelms gamle vän Peter Vogel, som Laura en gång i tiden svärmat för, om att han ämnar hälsa på dem. Han kommer mycket riktigt och konstaterar Wilhelms framgång med sin egen olyckliga situation. Han citerar Schillers ballad Der Ring des Polykrates för att få Wilhelm att offra sin äktenskapliga lycka. Wilhelm råkar i gräl med Laura, som han beskyller för otrohet, men så hör de hur tjänareparet Florian och Lieschen härmar dem. De inser att Vogel är en fridstörare och kör honom på porten.